# Hoppecke Batterien

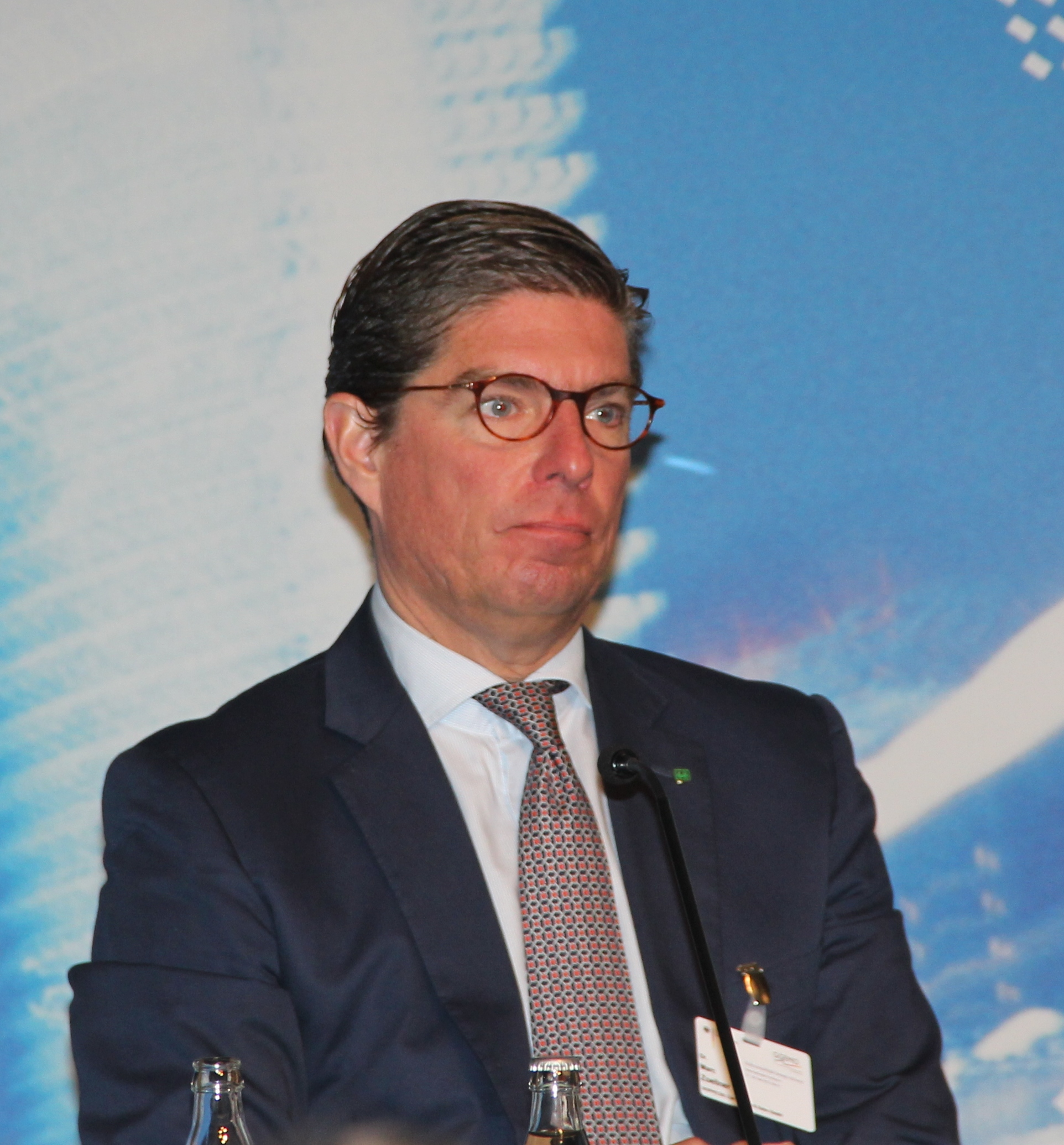
Marc Zoellner, CEO van Hoppecke 2013

Hoppecke Batterien GmbH & Co. KG is een Duits bedrijf dat industriële batterijen en accu's produceert, verkoopt en recycleert onder de merknaam Hoppecke. De naam van het bedrijf is afkomstig van de rivier Hoppecke, een zijrivier van de Diemel. De rivier loopt langs de grootste fabriek van het bedrijf in Duitsland.
In 1927 werd het bedrijf gesticht door Carl Zoellner, na overname van een batterijenfabriekje, Dominit, dat afgestoten werd door Dynamit Nobel AG. De Zoellner familie is tot heden nog steeds actief in de bedrijfsleiding. Hoppecke Batterien was oorspronkelijk gevestigd in Brilon in Duitsland maar kende uitbreiding in onder meer België, China en Frankrijk.
Hoppecke België werd in 1977 opgericht, is gevestigd te Zemst en heeft 38 medewerkers.
Hoppecke Nederland werd in 1991 opgericht, is gevestigd te Tiel en heeft 40 medewerkers.
Hoppecke produceert vooral accu's voor elektrische tractie, en wel loodaccu's, nikkel-cadmiumbatterijen, en daarnaast complete laadstations.